# Простъпка
Простъпката е виновно правонарушение под формата на действие или бездействие, имащо характера на тежко провинение.
По степента си на обществена опасност се намира между категориите на обикновеното правонарушение и престъплението, като пеналистиката го извежда и обособява в самостоятелен правен институт поради по-лекия характер на правонарушението спрямо престъплението, т.е. поради сравнително ниската степен на обществена опасност на деянията разглеждани като простъпки. По принцип простъпките са самостоятелна категория относително леки престъпления.
Простъпките са поделят на 3 вида:
- имащи публичен характер – примерно т.нар. дребно хулиганство,
- административни – т.е. нарушаващи административноправни норми, и
- дисциплинарни – при тежки нарушения или неизпълнения на служебни или трудови задължения.

Въпрос на юридическа техника е дали процедурата, по която се разглеждат, доказват и наказват простъпките, да е различна от тази за престъпленията.

## България
Наказателният закон (НЗ) на Княжество България, впоследствие и на Царство България, влиза в сила от 1 май 1896 г. и се прилага до 13 февруари 1951 г.
С него е въведено двупартидно деление на престъпните деяния – престъпления и нарушения. Въпреки че законът не си служи с термина „простъпка“, тогавашното законодателство го употребява предходно – в Закона за съдопроизводството по углавни дела, които са подсъдни на мировите съдии от 04.06.1880 г. и в Закона за съдене на министрите от 13.12.1880 г. Впоследствие този термин е въведен и в Закона за горите, който е в сила от 16.07.1925 г. до 27.03.1948 г. Законодателството на Народна република България също борави с термина „простъпки“ в Закона за всеобщата военна служба, който е в сила от 14.02.1958 г. до 27.02.1996 г..
НЗ изброява в 11 глави нарушенията и техните наказания, имайки предвид, че последните са простъпки, след като тези нарушения са вкарани изрично и фигурират като такива именно в наказателния закон. Разграничението е формално според вносителя на този закон д-р Константин Стоилов, понеже престъпленията имат общодържавно значение и засягат правата на хората, а нарушенията, т.е. простъпките, засягат временни интереси или имат полицейски характер.
В изпълнение на наказателната политика на държавата през 2009 г. е внесен законопроект за нов наказателен кодекс да замени приетия в НРБ такъв през 1968 г., който разделя простъпките от престъпленията така, както ги е и разбирал и третирал законодателят в България до 1945 г.